# Ammophila dolichocephala
Ammophila dolichocephala es una especie de avispa del género Ammophila, familia Sphecidae.

## Taxonomía
Fue descrito por primera vez en 1910 por Cameron. 